# Finisterre (Spagna)
Finisterre (Fisterra, in galego, è il toponimo ufficiale) è un comune spagnolo di 4 959 abitanti situato nella comunità autonoma della Galizia.

## Etimologia
Il nome deriva dall'espressione latina Finis terrae, cioè "confine della terra" in quanto il Capo Finisterre è uno dei punti più occidentali della Spagna peninsulare (il primato spetta a Cabo da Nave e a Cabo Touriñán presso Muxía). Il comune è situato lungo la Costa della Morte, il cui nome è dovuto ai numerosi naufragi verificatisi in quelle acque sia in epoche passate che recenti.
È solitamente meta dei pellegrini che compiono il Cammino di Santiago di Compostela e decidono di prolungare il pellegrinaggio per circa un altro centinaio di chilometri. La tradizione vuole che i pellegrini qui compiano un bagno nell'oceano in segno di purificazione, brucino un indumento indossato durante il cammino e infine raccolgano una delle conchiglie (simbolo che segna il cammino a partire da Roncisvalle) che si trovano su una spiaggia a prova dell'avvenuto pellegrinaggio. In questo tratto di costa sono stati registrati diversi annegamenti di pellegrini, anche per una scarsa informazione circa la pericolosità delle acque, che formano pericolosi mulinelli trascinando al largo i bagnanti.
Presso il faro è presente il cippo con il chilometro zero del Cammino di Santiago, simbolo frequentemente fotografato da turisti e pellegrini, nonché la croce sul mare presso cui è d'uso lasciare una pietra come ricordo del passaggio.

## Galleria d'immagini

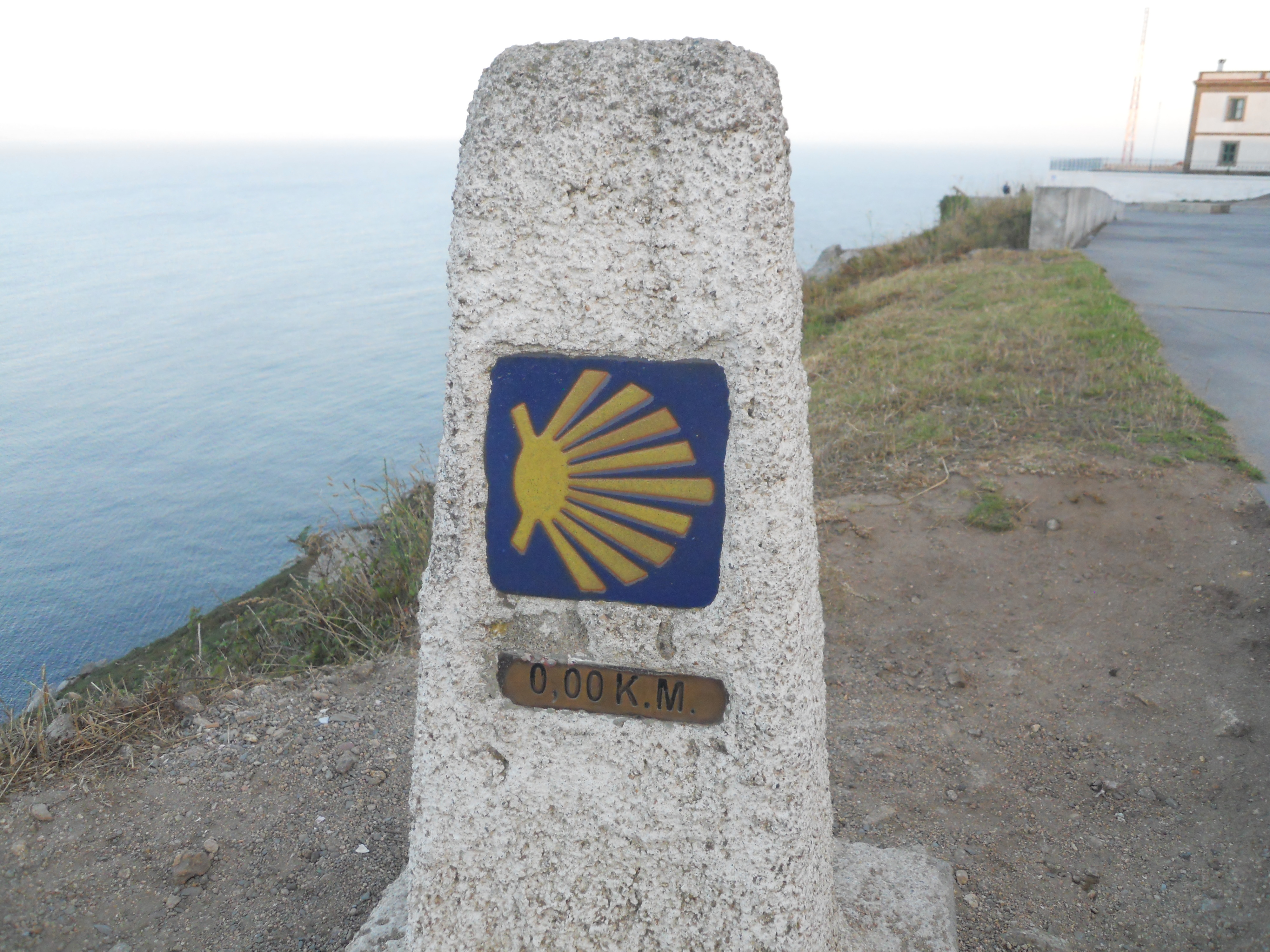
Il cippo del chilometro zero
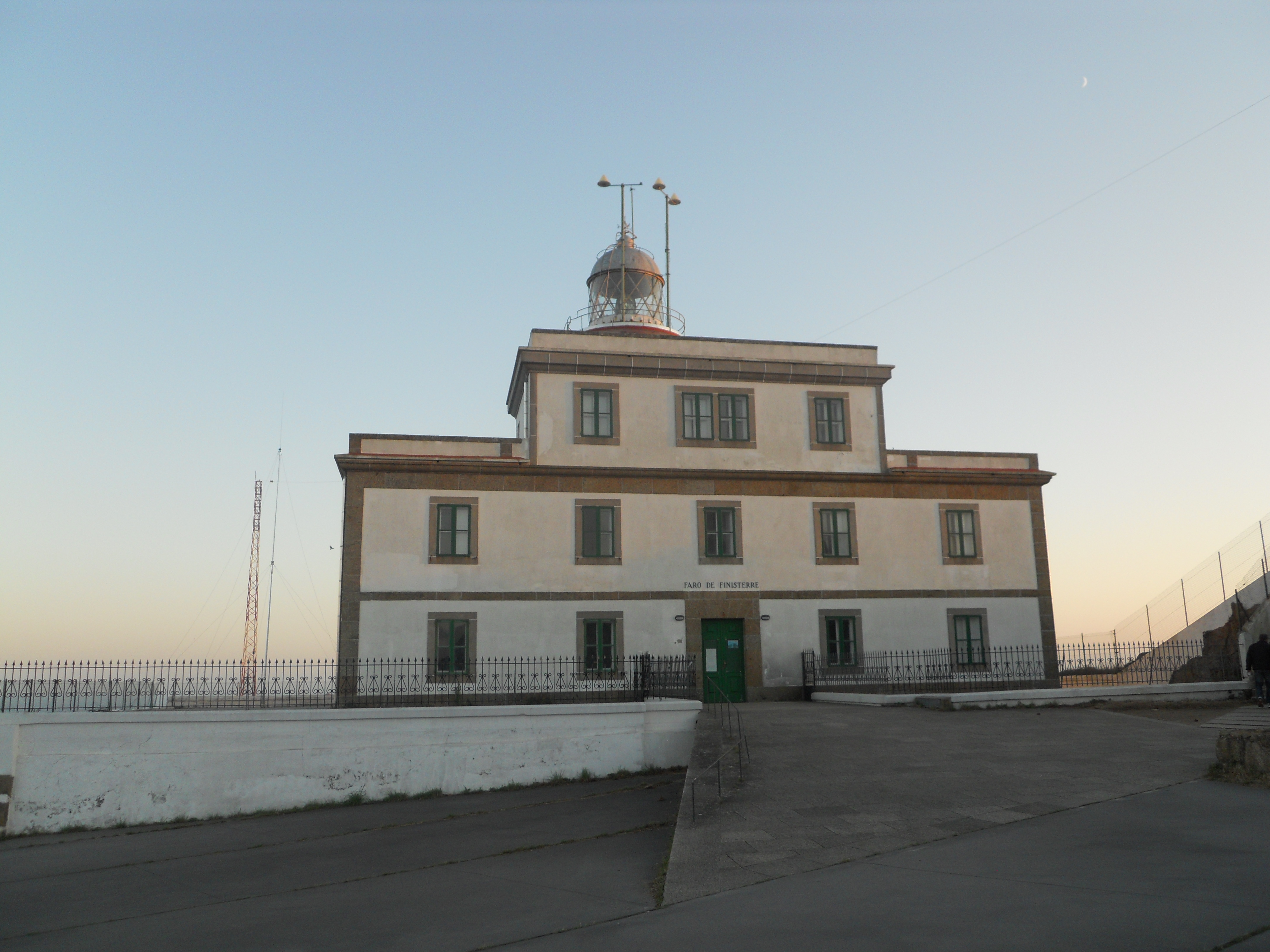
Il Faro di Finisterre
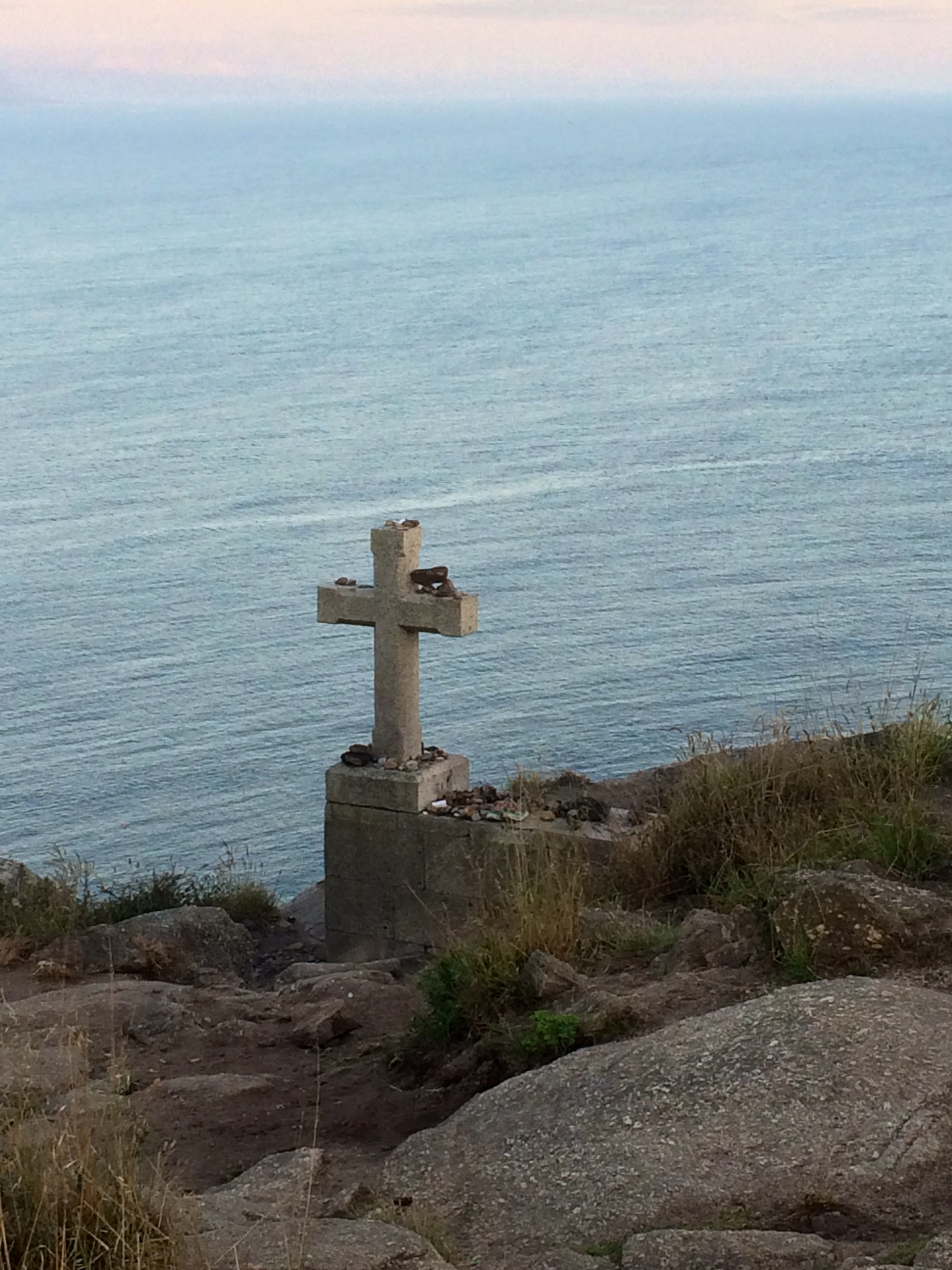
La croce a Finisterre dove i pellegrini lasciano una pietra come ricordo